# Baron Ludlow
Baron Ludlow war ein erblicher britischer Adelstitel, der einmal in der Peerage of Ireland und zweimal in der Peerage of the United Kingdom verliehen wurde.

## Verleihungen
Erstmals wurde am 19. Dezember 1755 in der Peerage of Ireland der Titel Baron Ludlow, of Ardsalla in the County of Meath, für Peter Ludlow geschaffen. Am 3. Oktober 1760 wurde dieser in der Peerage of Ireland zudem zum Earl Ludlow und Viscount Preston, of Ardsalla in the County of Meath, erhoben. Dessen jüngerer Sohn, der 3. Earl, war ein General der British Army und wurde am 10. September 1831 in zweiter Verleihung erneut zum Baron Ludlow erhoben, diesmal in der Peerage of the United Kingdom. Alle vier Titel erloschen, als der 3. Earl am 16. April 1842 kinderlos starb.
In dritter Verleihung wurde am 26. Juli 1897 in der Peerage of the United Kingdom der Titel Baron Ludlow, of Heywood in the County of Wilts, für den Politiker und Richter Sir Henry Lopes neu geschaffen. Der Titel erlosch am 8. November 1922 beim kinderlosen Tod seines einzigen Sohnes, des 2. Barons.

## Liste der Barone Ludlow

### Barone Ludlow, erste und zweite Verleihung (1755, 1831)
- Peter Ludlow, 1. Earl Ludlow, 1. Baron Ludlow (1730–1803)
- Augustus Ludlow, 2. Earl Ludlow, 2. Baron Ludlow (1755–1811)
- George Ludlow, 3. Earl Ludlow, 3. Baron Ludlow, 1. Baron Ludlow (1758–1842)

### Barone Ludlow, dritte Verleihung (1897)
- Henry Lopes, 1. Baron Ludlow (1828–1899)
- Henry Lopes, 2. Baron Ludlow (1865–1922)